# Flagge Andalusiens

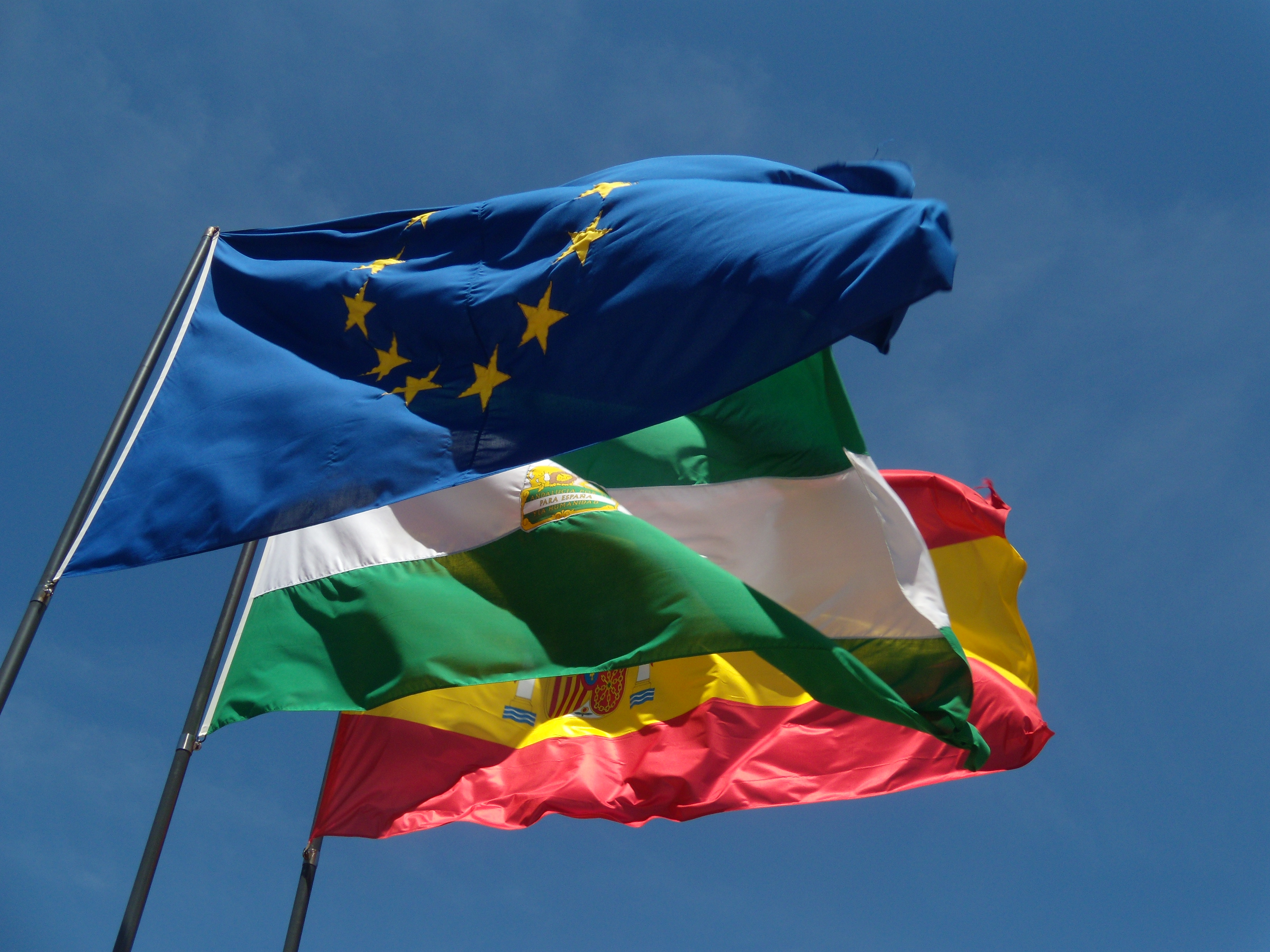
Flagge Andalusiens mit den Flaggen Europas und Spaniens

Die Flagge Andalusiens wurde mit dem Gesetz 6/81 am 30. Dezember 1981 angenommen. Veröffentlicht wurde es im Boletín Oficial del Estado am 9. Januar 1982.

## Beschreibung
Die Flagge Andalusiens ist ein grün-weiß-grünes waagerecht in gleichen Breiten gestreiftes Flaggentuch. Das Grün ist laut Definition ein sehr dunkles Umayyadengrün. In der Mitte ist das Wappen Andalusiens eingefügt. Neben der historischen Bedeutung steht Grün auch für Hoffnung und Weiß für Frieden, wie es in der Hymne Andalusiens heißt.

## Geschichte
Grün-weiße Flaggen haben seit dem Mittelalter eine Tradition in Andalusien. In der Schlacht bei Alarcos (1195) kämpften die andalusischen Freiwilligen unter einem grünen Banner. Zur Feier ihres Sieges über Kastilien wurde es zusammen mit dem weißen Banner der Almohaden auf dem Minarett der Moschee von Sevilla gesetzt. Das Emirat von Granada, das letzte muslimische Reich in Spanien, verwendete ein rotes Banner, doch die meisten Banner, die von den Kastiliern 1483 erobert wurden, waren Grün und Weiß.
1521 rebellierten die Einwohner von Sevilla aufgrund einer Nahrungsmittelknappheit. Sie verwendeten ein grünes Banner, das dem Aufstand den Namen die Unruhen des Grünen Banners gab. 1642 versuchte der Herzog von Medina Sidonia unter einer grün-weißen Flagge ein unabhängiges Königreich von Spanien zu gründen.
Um 1900 verwendete eine föderalistische Revolution in Casares eine grün-weiße Flagge. 1918 wählte die Ronda Föderalistische Versammlung die grün-weiß-grüne Flagge als Symbol Andalusiens. Vorgeschlagen hatte sie Blas Infante (1885–1936), der Begründer des andalusischen Nationalismus, der aus Casares stammt. Weiß sollte an die Almohaden erinnern und Grün an die Umayyaden. Die beiden grünen Streifen standen auch für die Flüsse Guadiana und Guadalquivir. Zwar fließt der Guadiana nicht durch das heutige Andalusien, doch damals waren die Grenzen nicht genau festgelegt und teilweise wurden auch Badajoz und Murcia dazugerechnet.

## Flaggen der untergeordneten Verwaltungseinheiten
Sowohl die Provinzen Andalusiens, als auch die Kreise (Comarques) und Gemeinden verfügen über eigene Flaggen.

Provinz Almería
Provinz Cádiz
Provinz Córdoba
Provinz Granada
Provinz Huelva
Provinz Jaén
Provinz Málaga
Provinz Sevilla

## Politische Flaggen

Nación Andaluza (linke Nationalisten)
Andalusische Jugend (Juventudes Andalucistas), Jugendorganisation der Partido Andalucista
Plattform für Ost-Andalusien (Plataforma por Andalucía Oriental)
Plattform für Ost-Andalusien

## Weitere Flaggen Andalusiens
Als bürgerliche Flagge wird auch eine Flagge ohne Wappen verwendet.
Von 1976 bis 1977 war eine Autonomie für Ost-Andalusien im Gespräch, die aber nie umgesetzt wurde. Dafür war bereits eine Flagge entworfen worden.

Variante als bürgerliche Flagge.
Ost-Andalusien, 1976 bis 1977